# Ectropis defervescens
Ectropis defervescens är en fjärilsart som beskrevs av Louis Beethoven Prout 1927. Ectropis defervescens ingår i släktet Ectropis och familjen mätare. Inga underarter finns listade i Catalogue of Life.